# Caneadea (Nueva York)
Caneadea es un pueblo ubicado en el condado de Allegany en el estado estadounidense de Nueva York. En el año 2000 tenía una población de 2.694 habitantes y una densidad poblacional de 29.3 personas por km².

## Geografía
Caneadea se encuentra ubicado en las coordenadas 42°24′1″N 78°9′36″O / 42.40028, -78.16000.

## Demografía
Según la Oficina del Censo en 2000 los ingresos medios por hogar en la localidad eran de $31,065, y los ingresos medios por familia eran $39,667. Los hombres tenían unos ingresos medios de $29,643 frente a los $21,563 para las mujeres. La renta per cápita para la localidad era de $10,010. Alrededor del 21.3% de la población estaban por debajo del umbral de pobreza.